# أيزو 3-639
أيزو 639-3:2007 هو معيار دولي في مجموعة أيزو 639. يعرف بعض اللغات برموز من ثلاثة حروف. نشر المعيار من قبل أيزو في 5 فبراير 2007.
| أبحث عن لغة                                         |
| --------------------------------------------------- |
| أدخل رمز أيزو 639-3 للعثور على مقالة اللغة المحددة. |
|                                                     |